# Episodi di Death Valley Days (quindicesima stagione)
La quindicesima stagione della serie televisiva Death Valley Days è stata trasmessa in anteprima negli Stati Uniti d'America in syndication tra il 2 settembre 1966 e il 21 giugno 1967.
| nº | Titolo originale                     | Titolo italiano | Prima TV USA     | Prima TV Italia |
| -- | ------------------------------------ | --------------- | ---------------- | --------------- |
| 1  | The Day All Marriages Were Cancelled |                 | 2 settembre 1966 |                 |
| 2  | Solid Gold Cavity                    |                 | 1º ottobre 1966  |                 |
| 3  | The Resurrection of Deadwood Dick    |                 | 1º ottobre 1966  |                 |
| 4  | Brute Angel                          |                 | 5 ottobre 1966   |                 |
| 5  | A Sense of Justice                   |                 | 6 ottobre 1966   |                 |
| 6  | The Lady and the Sourdough           |                 | 8 ottobre 1966   |                 |
| 7  | The Kid from Hell's Kitchen          |                 | 20 ottobre 1966  |                 |
| 8  | Samaritans, Mountain Style           |                 | 27 ottobre 1966  |                 |
| 9  | One Fast Injun                       |                 | 21 dicembre 1966 |                 |
| 10 | The Jolly Roger and Wells Fargo      |                 | 23 dicembre 1966 |                 |
| 11 | The Hero of Apache Pass              |                 | 24 dicembre 1966 |                 |
| 12 | The Gypsy                            |                 | 28 dicembre 1966 |                 |
| 13 | A Calamity Called Jane               |                 | 29 dicembre 1966 |                 |
| 14 | Doc Holliday's Gold Bars             |                 | 30 dicembre 1966 |                 |
| 15 | Silver Tombstone                     |                 | 26 febbraio 1967 |                 |
| 16 | The Man Who Didn't Want Gold         |                 | 1º marzo 1967    |                 |
| 17 | Halo for a Badman                    |                 | 2 marzo 1967     |                 |
| 18 | A Wrangler's Last Ride               |                 | 3 marzo 1967     |                 |
| 19 | The Man Who Wouldn't Die             |                 | 4 marzo 1967     |                 |
| 20 | The Saga of Dr. Davis                |                 | 18 marzo 1967    |                 |
| 21 | Major Horace Bell                    |                 | 26 aprile 1967   |                 |
| 22 | The Day They Stole the Salamander    |                 | 28 aprile 1967   |                 |
| 23 | Siege at Amelia's Kitchen            |                 | 3 maggio 1967    |                 |
| 24 | Solid Foundation                     |                 | 5 maggio 1967    |                 |
| 25 | Along Came Mariana                   |                 | 11 maggio 1967   |                 |
| 26 | A Man Called Abraham                 |                 | 21 giugno 1967   |                 |